# クリスマスソング (back numberの曲)
「クリスマスソング」は、back numberの14枚目のシングル。2015年11月18日にユニバーサルシグマから発売。

## 解説
- 13thシングル「手紙」から約3ヶ月ぶりのリリース[11]。
- 初回盤と通常盤の2形態での発売。初回盤は「クリスマスソング」のミュージック・ビデオ、メイキング映像などを収録したDVD付。
- 2016年3月度日本レコード協会、フル配信ミリオン認定[1]。2020年12月時点で、バンド唯一のミリオン認定シングルとなっており、最大のヒット曲となっている。
- 2019年12月21日に公式ミュージック・ビデオ（short ver.）のYouTubeでの再生回数1億回を記録した[12]。
- 2020年7月29日に公式ミュージック・ビデオのフルバージョンがYouTubeで公開された[13]。

## 収録曲
- 全作詞作曲：清水依与吏、編曲：back number（特記除く）
- 5thアルバム『シャンデリア』収録(#1,3)

1. クリスマスソング（編曲：back number & 小林武史、弦編曲：小林武史 & 四家卯大）
  - フジテレビ系ドラマ月9『5→9〜私に恋したお坊さん〜』主題歌。第87回ザテレビジョンドラマアカデミー賞ドラマソング賞を受賞[14]。
  - SPEED「White Love」、T.M.Revolution「WHITE BREATH」などの冬のテーマソングをイメージし意識して、当初タイトルは「White Song」だったが、メンバー、スタッフから「ありきたりすぎ」、「あざとい」などといった意見が出てきたため、なかば強引にやっつけで『クリスマスソング』というタイトルに決まった。
  - プロデューサーは小林武史。「ヒロイン」「手紙」に次いで3曲目。
2. Hey!Brother!
3. 助演女優症2
4. クリスマスソング (instrumental)
5. Hey!Brother! (instrumental)
6. 助演女優症2 (instrumental)

## 初回盤特典DVD収録内容
1. 「クリスマスソング」music video
2. 「クリスマスソング」making of studio recording & music video & photo session

## カバー
- KANASA from bless4 - bless4アコースティックライブ『Winter Wonderland』にて歌唱（2021年12月24日）